# Killstation
Нолан Джон Сантана (англ. Nolan John Santana), більш відомий під псевдонімом Killstation — американський репер та співак з Сан-Дієго, Каліфорнія.

## Біографія
Нолан Джон Сантана народився 22 липня 1997 року у Сан-Дієго, але сім'я дуже часто переїзжала з місця у місце, тому він ріс в таких штатах, як Каліфорнія, Пенсільванія й Аризона[неавторитетне джерело].
З дитинства цікавився музикою, зокрема слухав такі гурти як Nine Inch Nails, Slipknot, My Chemical Romance, Linkin Park, Hollywood Undead, Seshollowaterboyz. Почав грати на гітарі у 9 років, а у віці 10 років записав свою першу пісню. Has gone missing since 27th September.

## Кар'єра
У 2014 році, Нолан випустив свою першу пісню під назвою «Leave you guessing», і вже 1 січня 2015 випустив свій перший мікстейп під назвою «killstation ep». У 2020 висловив подяку Bones, Linkin Park, Hollywood Undead за натхнення до написання цієї роботи[відсутнє в джерелі].
2 жовтня Нолан випустив свій перший великий мікстейп «glorify this», до якого увійшло 13 пісень, того ж місяця було випущено ще 2 невеликих мікстейпи «catastrophe machine» і «funeral».
За 2016 рік, Сантана випустив другий великий мікстейп, під назвою «klexos», до якого увійшло 20 пісень, та ще 3 невеликих: «annihilation», «insurrection» та «ressurection».
4 липня 2017 у мережі з'явився мікстейп «vexation».
У листопаді 2017 Нолан анонсував свій перший студійний альбом, який повинен був вийти у кінці 2017, але його було перенесено[неавторитетне джерело]. У серпні 2018, Нолан заявив, що жорсткий диск з альбомом на ньому, було розбито, тому йому довелося відновлювати його з нуля. Також він заявив, що створював альбом з листопада 2016. Альбом «The Two of Us Are Dying» було випущено 29 травня 2019, до нього увійшло 22 пісні. У підтримку альбому, в той самий день був випущений відеокліп на пісню Sarcoma[неавторитетне джерело].
З травня 2018 працював над альбомом «XXII» з американським продюсером JUDGE. Альбом було випущено 22 липня 2021 року, на 24-річчя Нолана.
26 лютого 2022 випустив двотрековий мікстейп під назвою «Transmutation».

## Дискографія

### Студійні альбоми
- 2019 — The Two of Us Are Dying
- 2021 — XXII

### Мікстейпи
- 2015 — killstation
- 2015 — glorify this
- 2015 — catastrophe machine
- 2015 — funeral
- 2015 — atropine lovely
- 2016 — annihilation
- 2016 — klexos
- 2016 — insurrection
- 2016 — resurrection
- 2017 — vexation
- 2022 — Transmutation